# Anna Honzáková

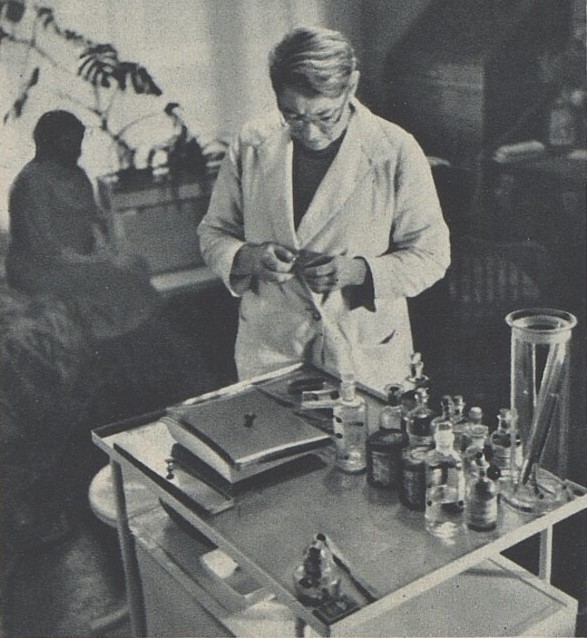
MUDr. Anna Honzáková šedesátiletá (1935)

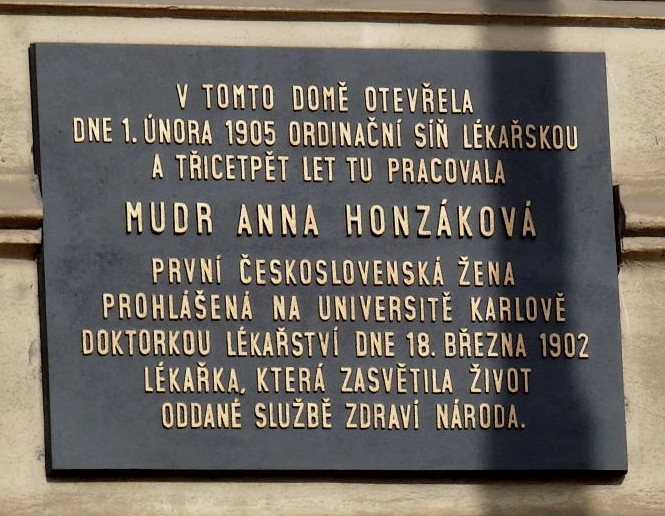
Pamětní deska na domě v ulici Na Moráni, Praha 1

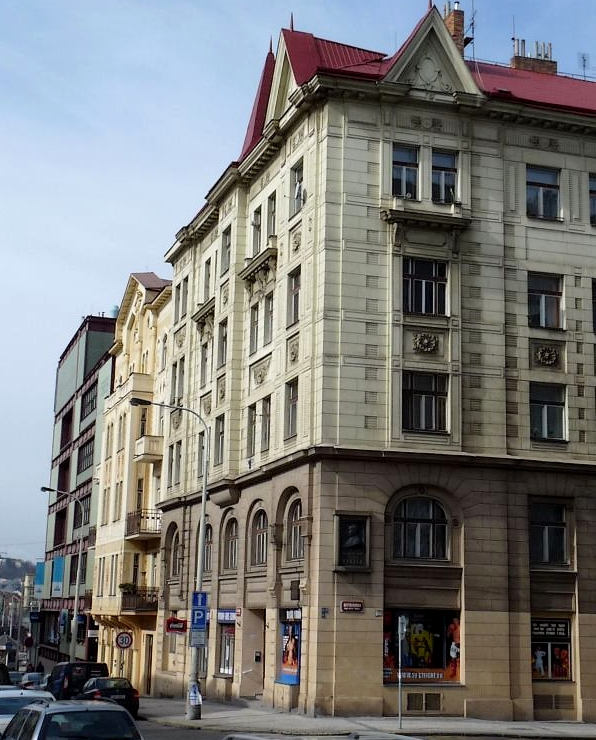
Dům č. 7 v ulici Na Moráni – Praha 1-Nové Město (z jižní části Karlova náměstí k Vltavě)

Anna Honzáková (16. listopadu 1875 Kopidlno – 13. října 1940 Praha) byla česká lékařka; první promovaná doktorka medicíny 17. března 1902 na české Karlo-Ferdinandově univerzitě v Praze, historicky třetí promovaná česká lékařka; první odborná lékařka se soukromou praxí; publicistka a pracovnice v ženském hnutí. První dvě Češky, které se staly lékařkami ještě před ní (Bohuslava Kecková a Anna Bayerová), získaly titul doktorky medicíny mimo české území, na univerzitách ve Švýcarsku.

## Životopis

### Mládí a studia
Anna Honzáková se narodila v rodině Jana Honzáka, městského a zámeckého lékaře, váženého občana a významného osvětového pracovníka v Kopidlně na Jičínsku. Měla 5 sourozenců. Bratr Bedřich (1870–1933) MUDr., působil jako asistent prof. K. Maydla, od 1906 byl v Hradci Králové jako primář chirurgie a ředitel nemocnice, zasloužil se o rozvoj lékařské péče a vybudování nové nemocnice (spolu se starostou Fr. Ulrichem); sestra Albína (1877–1973) PhDr., profesorka dívčího gymnázia Minerva v Praze, jedna z předních pracovnic českého ženského hnutí, přítelkyně dcer T. G. Masaryka; starší sestra (Marie) provdaná za táborského lékaře a vlastence MUDr. Josefa Pavlíka, byla matkou první české inženýrky architektky Milady Pavlíkové-Petříkové (1890–1985) a známé operní pěvkyně Libuše Paserové-Pavlíkové (1900–1984). Nejstarší Jan byl vyučený mlynářem a čtvrtý Emil, student práv, předčasně zemřel na tuberkulózu. Otec měl v úmyslu poslat Annu studovat medicínu do ciziny, protože v Rakousku-Uhersku dívky nemohly řádně studovat, ale jeho náhlé úmrtí úmysl překazilo.
Anna Honzáková potom začala studovat v Praze na nově otevřeném (1890) prvním soukromém dívčím gymnáziu ve střední Evropě Minerva a absolvovala jej s vyznamenáním v červenci 1895. Její přihláška na českou lékařskou fakultu v Praze byla zamítnuta, a tak začala navštěvovat přednášky na pražské německé univerzitě, ale bez možnosti složit zkoušky. V roce 1897 mohla přejít na českou fakultu, ale opět jen na hospitační studium (bez statutu řádné posluchačky); v roce 1900 bylo novým zákonem dívkám umožněno skládat zkoušky za celou dosavadní dobu studia. Zásluhu o to měla jistě Anna Honzáková svými výsledky, i osobní intervencí a několika písemnými intervencemi ve Vídni. Studentka Honzáková, po pěti letech navštěvování přednášek, všechny tři rigorózní zkoušky (každá se skládala ze 3 dílčích) složila s výborným prospěchem a 17. března 1902 v aule Karolina promovala na doktorku veškerého lékařství – MUDr. Její píli a vědomosti oceňoval i známý profesor Josef Thomayer, který zpočátku odmítal hospitace žen-mediček na své klinice. Později změnil názor a poté, co Annu Honzákovou osobně poznal, si jí velmi považoval.

### Praxe
Sedmadvacetiletá lékařka nastoupila jako elévka u profesora Karla Maydla na chirurgické klinice; po Maydlově předčasné smrti musela rezignovat na svoji vědeckou kariéru, a tak si po třech letech praxe a marných žádostí o lékařské místo ve státní službě otevřela (roku 1905) soukromou gynekologickou ordinaci v Praze v ulici Na Moráni. Díky svým odborným znalostem a schopnostem i laskavému přístupu k lidem měla rozsáhlou klientelu ve všech vrstvách tehdejší společnosti, včetně mnoha známých čs. umělkyň. Potvrdila také svůj vztah ke gymnáziu Minerva a stala se tam školní lékařkou.

### Postoje
Odmítala legalizaci umělých potratů, kterou se za první republiky neúspěšně pokoušela zlegalizovat Komunistická strana Československa. Proti pokusu o legalizaci vystoupila roku 1920, když uvedla, že by legalizace potratů ublížila ženám po zdravotní i morální stránce, jelikož by se vyhýbaly zodpovědnosti.
Odmítavý postoj měla též k prostituci. Roku 1906 publikovala knihu O prostituci z hlediska lékařského a Příčiny a následky utajovaného zla, v níž varovala před negativními zdravotními, morálními i ekonomickými důsledky prostituce.

### Emancipační hnutí
Honzáková si uvědomovala potřebu podporovat emancipační hnutí a tím změny ve společnosti, které by ženám daly více možností v uplatnění. Vzorem v tomto úsilí jí byla její přítelkyně Františka Plamínková. Byla aktivní v mnoha pokrokových spolcích, zejména ve Spolku pro ženské studium Minerva, v Ženském klubu českém, ve Výboru pro volební právo žen a v Ženské národní radě. V roce 1930 spoluzaložila a na rok se stala předsedkyní Sdružení československých lékařek. V roce 1937 založila Fond Anny Honzákové-Hlaváčové pro stáří nebo nemoc práce neschopných žen. Do fondu uložila velkou část svých osobních úspor. Prostředky měly být vypláceny po její smrti. Získala si přezdívku „Matka matek“.
V roce 1903 – společně s Klementinou Hanušovou – vydala knihu: Jak chrániti dítě nákazy tuberkulosní. Sepsala také životní příběh české lékařky v knize: Dr. Med. Anna Bayerová 1853–1924, první česká lékařka ve Švýcarech (nákladem Ženské Nár. Rady, Praha 1937).

### Úmrtí
Anna Honzáková zemřela 13. října 1940 v Praze ve věku 64 let. Byla pohřbena na Vinohradském hřbitově.

## Odkaz
- Na pražském Novém Městě je v ulici Na Moráni na domě čp. 7 pamětní deska MUDr. Anny Honzákové. Zde také u ní po dobu svých studií bydlela její neteř z Tábora Milada Pavlíková, a Honzáková jí byla oporou v nesnadném studiu.

## Zajímavost
- Poslankyně Luisa Landová-Štychová prosazovala v parlamentu legalizaci potratů, zatímco dr. Honzáková byla zásadně proti. Přes názorové neshody o ní L. Landová s obdivem napsala: „Jakým štěstím je mít odpůrce vysoké mravní kvality, který pečlivě podává své argumenty a svými protidůvody pomáhá hledat, tříbit, ujasňovat.“